# تشبقلو (مقاطعة فامنين)
تشبقلو (بالفارسية: چپقلو) هي قرية تقع في قسم بيشخور الريفي (مقاطعة فامنين) في إيران. يقدر عدد سكانها بـ 328 نسمة بحسب إحصاء 2016.